# Сафроновський (Челябінська область)
Сафроновський (рос. Сафроновский) — селище у Верхньоуральському районі Челябінської області Російської Федерації.
Входить до складу муніципального утворення Форштадтське сільське поселення. Населення становить 203 особи (2010).

## Історія
Від 4 листопада 1926 року належить до Верхньоуральського району Челябінської області.
Згідно із законом від 24 червня 2004 року органом місцевого самоврядування є Форштадтське сільське поселення.

## Населення
| 2002 | 2010 |
| ---- | ---- |
| 281  | ↘203 |